# Teratophthalma bacche
Teratophthalma bacche är en fjärilsart som beskrevs av Adalbert Seitz 1916. Teratophthalma bacche ingår i släktet Teratophthalma och familjen Riodinidae. Inga underarter finns listade i Catalogue of Life.